# Hamilton Township (comté de Decatur, Iowa)
Hamilton Township est un township, du comté de Decatur en Iowa, aux États-Unis,.
Le township est créé en 1850 et nommé en l'honneur de William Hamilton, commissaire du comté.

## Source de la traduction
- (en) Cet article est partiellement ou en totalité issu de l’article de Wikipédia en anglais intitulé « Hamilton Township, Decatur County, Iowa » (voir la liste des auteurs).